# 羅克福爾斯 (愛荷華州)
羅克福爾斯（英語：Rock Falls）是一個位於美國愛荷華州塞羅戈多縣的城市。

## 地理
羅克福爾斯的座標為43°12′22″N 93°05′10″W / 43.20611°N 93.08611°W，而該地的平均海拔高度為336米（即1102英尺）。

## 人口
根據2010年美國人口普查的數據，羅克福爾斯的面積為0.54平方千米，當中陸地面積為0.54平方千米，而水域面積為0.00平方千米。當地共有人口155人，而人口密度為每平方千米287人。